# Censorin (grammairien)
Pour les articles homonymes, voir Censorinus.
 Censorinus ou Censorin est un grammairien latin du IIIe siècle, auteur d'un ouvrage sur le jour de naissance, pour les individus ou le jour de fondation des cités.

## Biographie
On sait fort peu de choses sur sa vie et ses origines, on ignore son nom complet, ses rares éléments biographiques sont déduits du seul ouvrage qu'il nous reste de lui, et permettent de le situer sous les règnes des Sévères et de leurs successeurs. Il dédie son ouvrage à son bienfaiteur Quintus Cerellius, orateur et membre de l'ordre équestre, inconnu par ailleurs. Au chapitre XVI, il qualifie Rome de patrie commune, pour lui et son dédicataire, sans qu'on puisse trancher s'il s'agit d'un attachement patriotique ou d'une résidence effective. Jacques Mangeart, son premier traducteur en français qui le publie en 1843, le suppose "vraisemblablement" descendant des Marcii Censorini, cités des siècles auparavant par les historiens latins.
De ses divers ouvrages, il ne nous reste qu'un traité, De die natali (Du jour de naissance), qu'il composa vers 238, sous Gordien III, à l'occasion de l'anniversaire de la naissance de son bienfaiteur Cérellius. Ce livre traite de la naissance et de la vie de l'homme, des jours, les mois, des années, des rites religieux ; il est fort précieux pour les usages de l'Antiquité. Il s’attache au calcul du terme de la naissance et tout ce qui s’y rattache : il explique le zodiaque, la théorie de Pythagore sur la musique et les planètes, et l'influence sur la durée de gestation. Il y est question de la vie divisée en périodes ou années climatériques, et de sa durée limitée à quatre-vingts ou à cent ans au plus. Censorinus fournit aussi de nombreux repères chronologiques historiques, par exemple sur les dates des jeux séculaires, l'établissement des calendriers et des ères selon les divers peuples. Il spécule ainsi sur la longueur de la "grande année", ou révolution planétaire universelle.
Cassiodore cite élogieusement un autre ouvrage de Censorinus, un traité sur les accents, aujourd'hui perdu.

### Œuvres
- (la) « LacusCurtius • Censorinus — De Die Natali », sur penelope.uchicago.edu (consulté le 24 février 2021).
- Censorinus (trad. Jacques Mangeart), Livre de Censorinus sur le jour natal, Paris, Panckoucke, 1843 (lire en ligne).
- Celse, Vitruve, Censorin. Œuvres complètes, trad. Nisard, 1846.
- Censorinus (trad. Guillaume Rocca-Serra), Du jour natal, Librairie philosophique J. Vrin, 1980 (présentation en ligne).

### Études
- Gérard Freyburger, « Le savoir «philologique» du grammairien Censorinus », Ktèma : civilisations de l'Orient, de la Grèce et de Rome antiques, no 13,‎ 1988, p. 149-154 (lire en ligne).
- Béatrice Bakhouche, "Arithmologie et cycles temporels : l'hebdomade de Censorinus", Euphrosyne, 29, 2001, p. 267-275.